# Jack Toomay
John Crawford Toomay, detto Jack (Ontario, 9 agosto 1922 – Carlsbad, 12 marzo 2008), è stato un cestista e militare statunitense, professionista nella BAA e nella NBA.